# GODSPEED!
『GODSPEED!』（ゴッドスピード）は、DREAMS COME TRUEが2010年2月17日に配信限定でリリースしたシングル。

## 概要
- 前作『その先へ』以来約5か月ぶり、配信限定シングルとしては、『SWEET DREAMS -06 AKON MIX-』以来約3年半ぶり。
- DREAMS COME TRUEが2010年にリリースしたアルバム『LOVE CENTRAL』からの先行配信シングルとしてリリースされた。
- ジャケット写真は本作用に撮影されたアーティスト写真が使用されている。
- ライブでは『WINTER FANTASIA 2010 ～DCTgarden THE LIVE!!!』『yorimo presents みんなで金環食する？LIVE 2012 ～CREATE THE FUTURE～』『2017年アジア冬季競技大会開会式』『ENEOS×DREAMS COME TRUE ドリカム30周年前夜祭 〜ENERGY for ALL〜』『DREAMS COME TRUE 35th Anniversary ウラワン 2024/2025』で披露されている。

## 収録曲
1. GODSPEED!